# 胡楚尔共和国
胡楚尔共和国（羅馬化：Huculśka Respublika）是在第一次世界大战后建立的一个短命国家。该共和国在1919年1月8日宣告成立。当时这个地区与西乌克兰人民共和国合并的计划失败，被匈牙利警方控制。

## 建立
在1919年1月7日晚拉希夫的当地民众起义对抗匈牙利的宪兵营，并扣押了约500名匈牙利警察。Stepan Klochurak将军被选举为新成立的共和国总理。他同时开始组建共和国的武装力量，由1000多名士兵组成 该军队对邻近马拉穆列什地区发动了一场短暂的战争。到1919年4月，喀尔巴阡卢森尼亚的大部分都以自治区的身份加入和捷克斯洛伐克，而其最东的区域（胡楚尔共和国）则是一个事实上独立的国家。

## 罗马尼亚入侵
胡楚尔共和国在1919年6月11日被罗马尼亚部队短暂占领后灭亡。共和国所占领的领域在1919年成为捷克斯洛伐克共和国的领土。